# Henri Gérente (peintre verrier)
Henri François Thomas Gérente, né le 14 mars 1814 à Paris et mort dans la même ville le 6 août 1849, est un peintre verrier français ayant une origine anglaise.
Il est le frère d'Alfred Gérente, sculpteur, qui a repris son atelier de peintre verrier après sa mort, en continuant de collaborer avec Eugène Viollet-le-Duc.

## L'art du vitrail au début duXIXesiècle
Au XVIIIe siècle, l'art du vitrail a presque disparu en France. Avant la Révolution, il ne restait plus que quatre peintres verriers à Paris. Un des ateliers appartenait à la famille Le Vieil : Guillaume Le Vieil (1676-1731) et son fils Pierre Le Vieil (1708-1772). Son Traité de la peinture sur verre et de la vitrerie a été publié après sa mort, en 1774. 
Alexandre Lenoir a réuni au cours de la Révolution une collection de vitraux peints dans son musée des Petits-Augustins. Il a reçu l'héritage de Pierre Le Vieil, de Montfaucon et de Winkelman sur l'étude des arts. Il a publié pour la première fois, en 1803, un Traité historique de la peinture sur verre,.
En 1799 Alexandre Lenoir a demandé à récupérer les vitraux du déambulatoire de l'abbatiale Saint-Denis pour orner une salle du musée des Monuments français. Il a fait démonter et enlever la verrière de l'Arbre de Jessé. Malheureusement une partie des vitraux a été brisée et une autre vendue. Les vitraux rescapés sont revenus en 1816 à Saint-Denis. François Debret les a fait compléter et restaurer en 1846. 
En 1800, l'intérêt pour les vitraux revient en France, mais la technique des vitraux ayant été perdue, la peinture sur verre se transforme. Les progrès de la chimie amènent l'invention de couleurs fusibles permettant de réaliser des panneaux sur verre et non plus des vitraux. Les plombs ne sont plus nécessaires puisqu'on peut alors appliquer sur une lame de verre toutes les nuances de couleurs. En 1800, Alexandre Brongniart qui vient d'être nommé directeur de la manufacture de Sèvres lance avec Christophe Erasmus Dihl (1753-1830, manufacture Dihl et Guérhard) des séries importantes de couleurs fusibles. Alexandre Brongniart présenté à l'Académie un tableau peint sur verre. Il y a eu des discussions critiques entre Alexandre Lenoir et un défenseur de la peinture sur verre, M. Delafontaine,.
Après la signature du concordat de 1801, dès 1802, le préfet Chabrol qui souhaitait la création de nouvelles verrières pour les églises parisiennes a demandé un rapport à Alexandre Lenoir. À partir des études qu'il avait faites à partir des vitraux conservés dans le musée des monuments français, il a publié une histoire de l'art qui traite aussi de la peinture sur verre. Il mentionne que trois procédés ont été utilisés par les premiers maîtres verriers :
1. la teinture du verre dans sa masse,
2. la peinture du verre en apprêt ou fixée à sa superficie,
3. l'utilisation de l'émail[9]

Les premiers essais de réalisation des vitraux ont été faits pour la Basilique Saint-Denis dont la restauration avait commencé en 1806. Les premières compositions de vitrerie sont faites par Louis Huin (1756-1821) entre 1805 et 1812. Puis après une intervention de Dominique Vivant Denon, en 1811, on a envisagé de poser des vitraux peints. Ceux de Mortelèque et Gallet ne représentent que des fleurs de lys peints sur verre, posés entre 1814 et 1819.
Le premier vitrail connu est celui réalisé en 1816 par un fabricant de couleurs, peintre sur porcelaine, Ferdinand Henri Joseph Mortelèque (1777-1842), représentant un Christ en Croix pour l'église Saint-Roch.
En 1818, le Church Building Act (en) a entraîné la construction de plus de 600 églises dans le nouveau style à la mode Gothic revival avec une demande pour des vitraux pour les fenêtres. Cet intérêt pour les vitraux médiévaux va conduire à renouveler la connaissance des techniques médiévales de leur réalisation, en particulier la fabrication des verres colorés, à partir des panneaux médiévaux originaux provenant du continent. Parmi les premiers maîtres verriers anglais travaillant dans ce nouveau style, il y a Betton & Evans de Shrewsbury qui ont restauré en 1821-1823 un vitrail du XIVe siècle à Winchester College qui a été entièrement restauré. Thomas Willement (1786-1871) a commencé en 1824 à fabriquer des vitraux héraldiques.

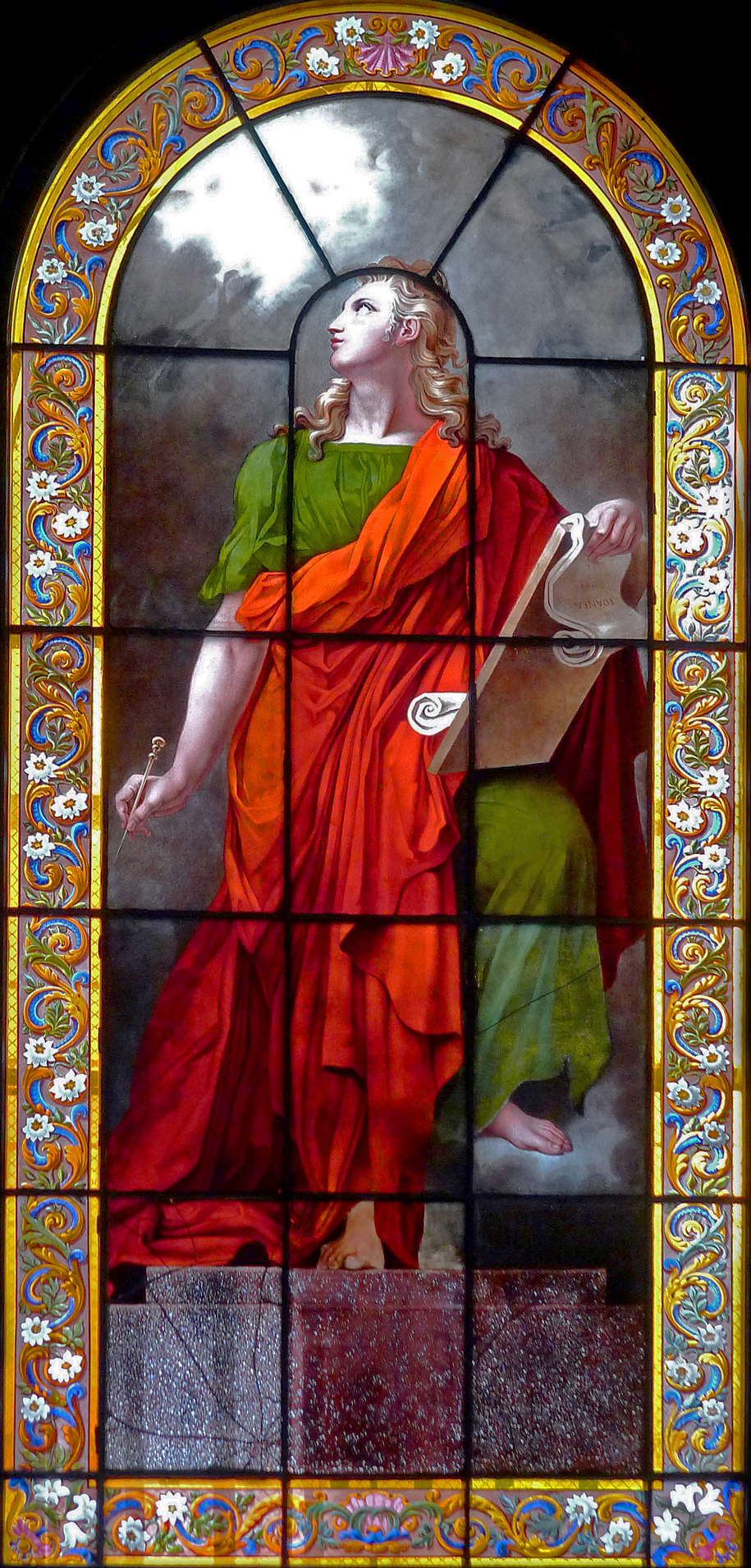
Église Sainte-Élisabeth-de-Hongrie
Vitrail de Saint Jean l'Évangéliste
Edward Jones et Warren-White

Le comte de Chabrol a ramené de ses voyages en Angleterre des innovations dont il a fait profiter la capitale : trottoirs, canalisations. Ayant constaté que les Anglais faisaient encore des vitraux de couleur, il a commandé trois verrières à l'atelier William Collins (Les Vertus théologales, aujourd’hui disparues) pour la chapelle de la Vierge de l'église Sainte-Élisabeth-de-Hongrie en 1825, et d'autres sont réalisés à Paris par les peintres anglais Warren-White et Edward Jones, en 1828.
En Allemagne, des études sont commencées à l'établissement royal de Munich pour la cathédrale de Ratisbonne. Les artistes bavarois ont reçu la commande de vitraux d'une église Sainte-Marie du Secours, du XVe siècle, dans le faubourg de l'Au à Munich, réalisés à partir de 1834.

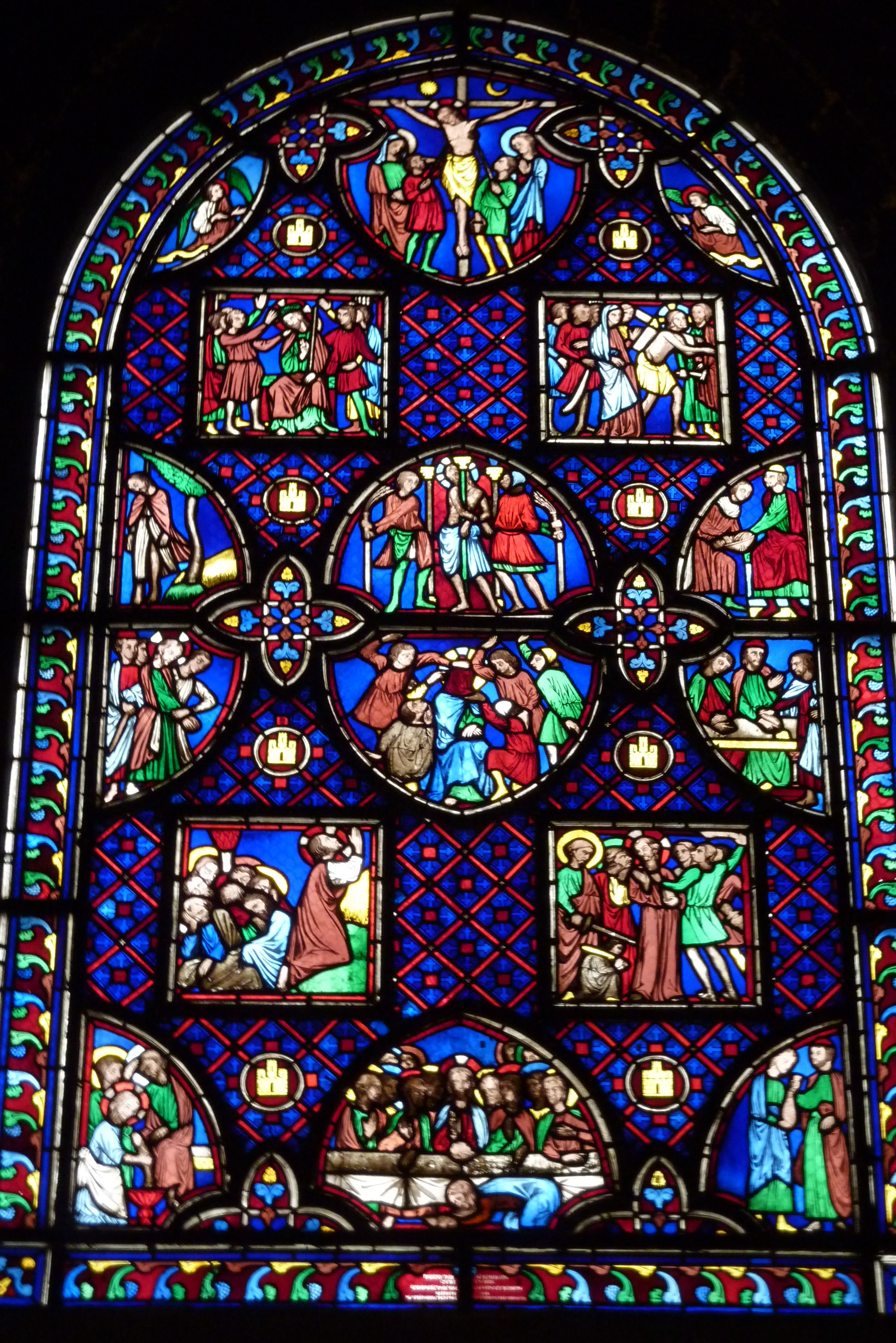
Église Saint-Germain-l'Auxerrois
Vitrail de la Passion

En France, en 1826, un architecte souhaitant des vitraux et ayant appris qu'on avait réussi à produire des verres colorés en Allemagne et en Suisse avait demandé en amener en France. Finalement le gouvernement français demanda à produire des verres colorés en France. C'est Georges Bontemps, directeur de la verrerie de Choisy-le-Roi, qui a proposé les premiers verres colorés produits en France. Il a essayé de discuter avec Alexandre Brongniart, directeur de la Manufacture de Sèvres, pour l'intéresser à l'art du vitrail au lieu de la peinture sur verre. Vers 1825, d'après Ottin, les peintres verriers Holtorp et Thierry ont tenté de faire des vitraux à l'ancienne. En 1826, Pierre Robert a exécuté des copies de deux vitraux de la Sainte-Chapelle.
Adolphe Napoléon Didron va faire des études sur l'iconographie médiévale en montrant la signification spirituelle des vitraux. Avec Prosper Mérimée, Victor Hugo et Eugène Viollet-le-Duc ont intéressé le public à l'art médiéval.
En 1839 est installé à la demande de l'abbé Demerson le premier vitrail archéologique, le Vitrail de la Passion, dans l'église Saint-Germain-l'Auxerrois composé par Jean-Baptiste Lassus et Adolphe Napoléon Didron, exécuté par Louis Steinheil (1781-1855), père d'Auguste Steinheil, et M.-E.-F. Reboulleau, chimiste devenu peintre verrier. Comme l'indique Jean-Baptiste Lassus paru dans les Annales archéologiques parues en 1844, ce vitrail a été fait pour prouver qu'au XIXe siècle le secret de la peinture sur verre n'était pas perdu. Pour ce faire, il a choisi de copier des scènes du vitrail de la Passion qui se trouve dans l'abside de la Sainte-Chapelle. Cette réussite va montrer qu'il est possible de restaurer les vitraux médiévaux.

## Biographie
Henri Gérente et son frère Alfred sont d'origine anglaise. 
Les peintres verriers Eugène-Stanislas Oudinot, Henri Gérente et Gaspard Gsell (1814-1904) se sont formés à l'art du vitrail médiéval dans l'atelier de peinture sur verre de la manufacture de Choisy-le-Roi de Georges Bontemps ouvert en 1829 et dirigé par le peintre verrier anglais Edward Jones. Henri Gérente et Gaspard Gsell ont réalisé les cartons des vitraux de la chapelle de la Vierge de l'église Saint-Gervais-Saint-Protais entre 1841 et 1845.
Il a réalisé des vitraux pour les cathédrales de Canterbury et d'Ely. Il est élu membre de la Cambridge Camden Society en 1847.
Henri Gérente a d'abord commencé comme peintre de cartons pour vitraux réalisés dans diverses manufactures, à Paris, à Choisy-le-Roi avec Georges Bontemps, à Sainte-Croix du Mans avec Antoine Lusson, dans le style du XIIIe siècle,. Pour Antoine Lusson, il a fait les cartons du Vitrail de la Vie de la Vierge de l'église Notre-Dame-de-la-Couture du Mans, verrière à médaillons historiés de style néogothique, qui est admirée pendant l'Exposition des produits de l'industrie, en 1844, où il a reçu une médaille d'honneur et a été loué par Didron l'aîné dans les Annales archéologiques d'août 1844 sur le Vitrail de la Vierge dans lequel, après avoir critiqué certaines productions, le juge plus remarquable :  « Celui que nous mettons à la tête de tous ; et qui a déjà été loué dans les Annales, est celui-là précisément dont nous donnons aujourd’hui la gravure ; il a été exécuté au Mans, dans une pauvre fabrique de province, d’après les cartons d’un jeune homme, M. Henri Gérente, et sous la direction d’un simple prêtre, M. Tournesac, correspondant du Comité historique des arts et monuments ; c’est M. Édouard Bourdon qui la peinte et M. Lusson fils qui la cuit. La manufacture de M. Lusson a toutes nos sympathies, et nous ne dissimulons pas notre sincère affection pour elle ; il ne dépendra de nous que cette fabrique n’obtienne au plus tôt le rang supérieur qu’elle doit tenir dans les manufactures de ce genre ». Pour le même atelier il a fait les cartons pour deux vitraux représentant les Joies de la Vierge, exposés en 1845.
En 1844, Didron l'aîné écrit qu'Henri Gérente a ouvert « un atelier de peinture à Paris pour fournir des cartons de vitraux aux manufactures et des motifs archéologiques de décoration aux peintres, aux sculpteurs, aux ébénistes, aux orfèvres, aux fabricants d'étoffes ». 
Il a travaillé à Paris sur les vitraux du haut-chœur de Saint-Germain-des-Près. À Lyon, le cardinal de Bonald lui demande de refaire le décor vitré de la chapelle orientée au nord du chœur.

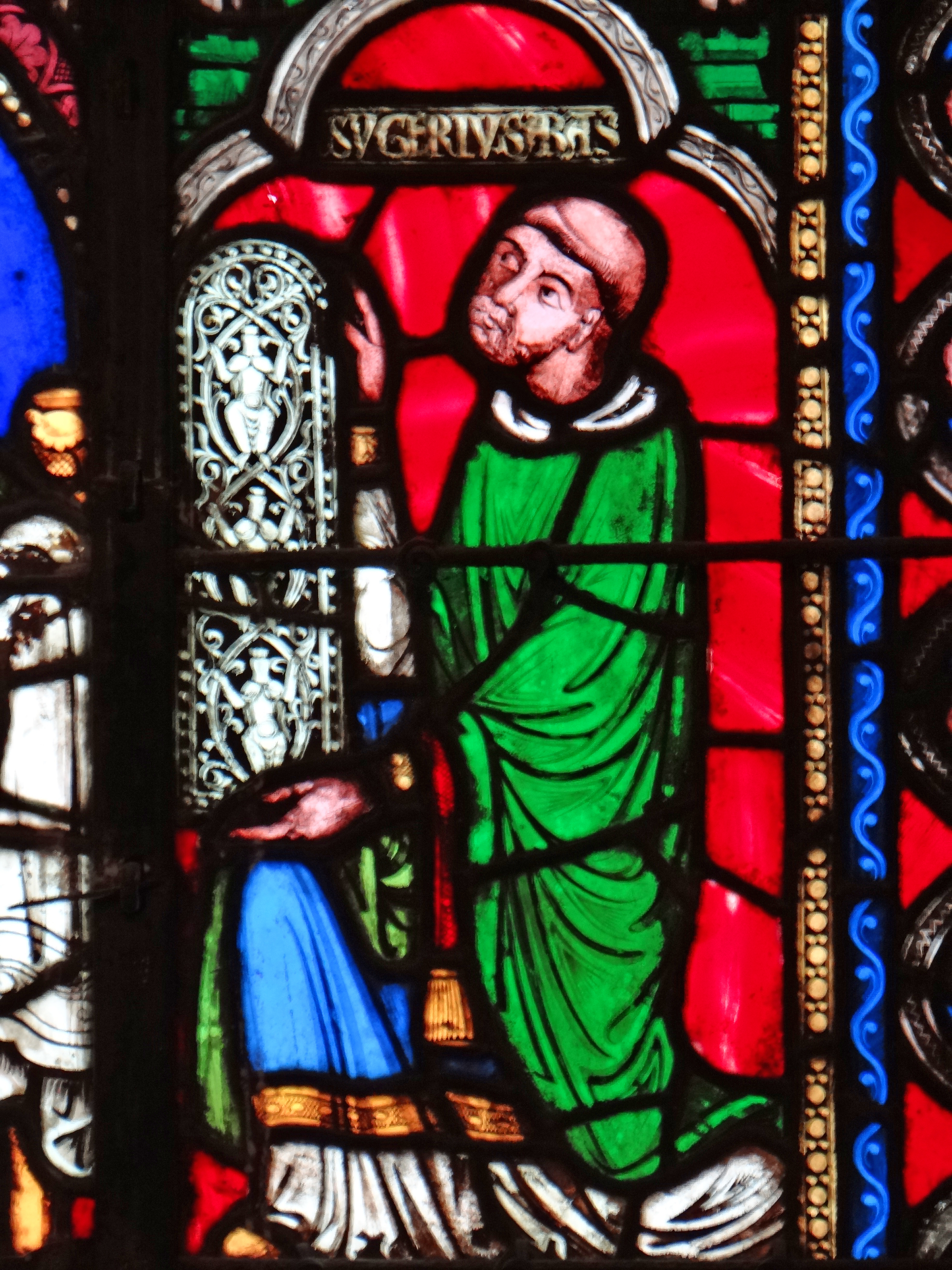
Basilique Saint-Denis
Vitrail de l'Arbre de Jessé - Suger

Peu avant le concours de 1846 pour la restauration des vitraux de la Sainte-Chapelle, « Henri Gérente, qui s'était borné jusqu'alors à dessiner des cartons pour les manufacturiers de vitraux peints, établit à Paris une manufacture pour son compte ».
Viollet-le-Duc est chargé des travaux de restauration de l'abbatiale de Saint-Denis le 27 novembre 1847. Il demande au baron Ferdinand de Guilhermy de l'aider pour remettre de l'ordre dans les tombeaux qui ont été déplacés. Ce dernier demande à Henri Gérente de se rendre en Angleterre pour copier à la bibliothèque Bodléienne les dessins de Gaignières qui y étaient conservés. Il confie à Henri Gérente la réfection des verrières du déambulatoire. Le 16 décembre 1847, Viollet-le-Duc fait démonter le vitrail de l'Arbre de Jessé. Henri Gérente vient le chercher le lendemain. La restauration du vitrail est terminée le 4 juillet 1848 pour pouvoir être remonté. Il a commencé la restauration du vitrail de l'Enfance du Christ qui a été terminée par son frère.
En 1837 il est décidé de restaurer la Sainte-Chapelle. Les premiers travaux sont entrepris par Félix Duban assisté de Jean-Baptiste Lassus et Eugène Viollet-le-Duc. Ils ont comporté une réparation sommaire des vitraux en 1839. En 1845, les travaux de restauration de l'architecture sont assez avancés pour permettre l'intervention sur les vitraux. À l'initiative de Félix Duban, un concours est organisé en 1846 pour choisir pour choisir le restaurateur des vitraux. La commission chargée de contrôler le bon déroulement du concours est présidée par Michel-Eugène Chevreul et comprend des archéologues, des peintres, des architectes et des savants. Sur les 22 candidats qui se sont présentés, la commission en a choisi 11. Le concours comportait la réalisation de la copie d'un panneau ancien, la réalisation d'un panneau neuf et de cinq cartons. Henri Gérente a remporté le concours en 1847, Adolphe Lusson est arrivé deuxième et Laurent-Charles Maréchal de Metz troisième, Étienne Thevenot de Clermont-Ferrand quatrième. Il commence à travailler sur les vitraux de la Sainte-Chapelle en 1848 mais il meurt l'année suivante. Adolphe Lusson est alors nommé à sa place pour la réalisation des vitraux, aidé par le cartonnier Auguste Steinheil pour la partie graphique. Félix Duban ayant quitté le chantier en 1849, c'est l'architecte Lassus qui a continué la restauration. La direction archéologique qui consistait à trier les panneaux anciens, à fixer leur nouvel emplacement et à dresser le programme iconographique, est remplie par le baron Ferdinand de Guilhermy. La restauration des quinze verrières était terminée en 1855. Il ne restait plus que la rose occidentale
Après sa mort, Didron écrit dans les Annales archéologiques qu'Henri Gérente « s'était placé à la tête de nos peintres sur verre et l'on peut dire qu'il était l'un des chefs de la renaissance du moyen âge en France ».
Une collection de vitraux a été réunie par Henri Gérente et continuée par son frère. Elle est qualifiée de « choisie » par Viollet-le-Duc et de « magnifique » par Jean-Jacques Bourassé. Viollet-le-Duc a repris deux vitraux représentant des têtes dans l'article « Vitrail » de son livre Dictionnaire raisonné de l'architecture française du XIe au XVIe siècle. Dans le livre Verrières du chœur de l’Eglise métropolitaine de Tours des abbés Jean-Jacques Bourrassé et François Georges Marie Manceau, publié en 1849, il est écrit : « Nous avons vu dans la magnifique collection de M. Henri Gérente le dessin de plusieurs fragments de tableaux sur verre qui remontent, pour le moins, aux premières années du XIe siècle. Ce sont jusqu'à présent les spécimens les plus anciens que nous connaissions : ils ont été retrouvés au milieu de verrières plus récentes ».